# Tuvalu Association of Sports and National Olympic Committee
Die Tuvalu Association of Sports and National Olympic Committee ist das Nationale Olympische Komitee von Tuvalu.

## Geschichte
Die TASNOC entstand, als die Tuvalu Amateur Sport Association oder Tuvalu Association of Sports (TAS) am 16. Juli 2007 als Nationales Olympisches Komitee von Tuvalu anerkannt wurde. Robert Laupula leitete den Sportverband von Tuvalu und den Antrag auf Mitgliedschaft in der olympischen Bewegung, der von den Oceania National Olympic Committees koordiniert wurde.
Geoffrey Ludbrook, der Tuvalu bei den Commonwealth-Spielen 2006 in Melbourne im 50-m-Gewehr der Männer vertrat, arbeitete mit der Oceania Shooting Federation zusammen, so dass die Tuvalu Shooting Association 2007 die Vollmitgliedschaft der International Shooting Sport Federation (ISSF) erhielt.
Im Jahr 2013 wurde Tuvalu von der Internationalen Handballföderation der Assoziierte Status im Oceania Continent Handball Federation zuerkannt.
Das Jahresbudget der TASNOC beträgt 10.000 australische Dollar.
Von 2013 bis 2015 war Eselealofa Apinelu Präsidentin des Verbandes.